# العوامل المؤثرة في الشخصية
العوامل المؤثرة في الشخصية هي العوامل ذات الأدوار الفعالة في تكوين شخصية الإنسان، والتي قد تكون عوامل ذاتية أو خارجية أو إنسانية. 

## عوامل ذاتية
وهي أكثر العوامل تأثيراً في الشخصية وكذلك هي أكثر العوامل استجابة لجهود الإنسان في تطويرها وتعديلها والرقي بها أو الانحطاط. ومن هذه العوامل: العقيدة والدين، الثقافة والمعلومات، الأخلاق والسلوك، المهارات والخبرات، الصحة البدنية والنفسية، المظهر الخارجي، تنظيم الحياة، الهوايات، والآمال والطموحات المستقبلية.

## عوامل مادية خارجية
مثل: المال، السيارة، المنزل، المكتبة، الغذاء، الرياضة، الوظيفة، والبيئة. 

## عوامل إنسانية
ويراد بها العلاقات مع الآخرين مثل الزواج، اليتم، العلاقات مع الأقارب، الأصدقاء، الزملاء في العمل، الجيران، المنزلة الاجتماعية، العلاقات العارضة في سفر أو سوق، أو غير ذلك.
الأحداث والحوادث مثل : الأمراض، حوادث السيارات، الاضطرابات الاجتماعية، الحروب العسكرية، الكوارث الاقتصادية، الحوادث كالزلازل والفيضانات.وهذه الحوادث إما مؤلمة أو مسعدة وإما مقصودة أو غير مقصودة.
وأي من هذه العوامل إما إن يكون أثره في النفس والشخصية إيجابياً وإما أن يكون سلبياً، ويستطيع الإنسان أن يصمم له استمارة تحليل لشخصيته، ويضع جميع هذه العوامل فيها ثم ينظر ويسجل ما يتمتع به من إيجابيات أو سلبيات في كل عامل منها ثم يقوم بعملية إحصاء نهائية لهذه الإيجابيات والسلبيات فيحدد نقاط القوة والضعف في شخصيته. 
استمارة تحليل شخصية : 
| العوامل                     | الايجابيات | السلبيات |
| --------------------------- | ---------- | -------- |
| العقيدة و الدين             |            |          |
| الثقافة والمعلومات          |            |          |
| الثقافة والمعلومات          |            |          |
| الأخلاق والسلوك             |            |          |
| المهارات والخبرات           |            |          |
| الصحة البدنية والنفسية      |            |          |
| المظهر الخارجي              |            |          |
| تنظيم الحياة                |            |          |
| الهوايات                    |            |          |
| الآمال والطموحات المستقبلية |            |          |
| المال                       |            |          |
| السيارة                     |            |          |
| المنزل                      |            |          |
| الغذاء                      |            |          |